# Volarský jilm
Volarský jilm rostl ve Volarech na bývalém dětském hřišti, které se nacházelo na rohové parcele č. 15/1  ulic Prachatická a Tovární. Jilm byl památný strom registrovaný pod číslem 104898 AOPK. Byl to třetí největší jilm horský v okrese Prachatice v Jihočeském kraji.

## Základní údaje
- název: Volarský jilm
- druh: jilm drsný neboli jilm horský (Ulmus glabra Huds.)[3]
- obvod: 370 cm[3]
- výška: 20 m[3]
- ochranné pásmo: ze zákona[3]
- památný strom ČR: od 1. prosince 1990 do 9. listopadu 2009 – mrtvý strom[5]
- umístění: kraj Jihočeský, okres Prachatice, obec Volary

## Stav stromu a údržba
Strom byl napaden grafiózou a již v roce 1991 odumřel. Aby se zabránilo šíření nemoci a rovněž z bezpečnostních důvodů, kdy padaly větve, byl pokácen. O jeho bývalé existenci svědčil jen pařez, proto Správa Národního parku a chráněné krajinné oblasti Šumava jeho ochranu k datu 9. listopadu 2009 zrušila. V současné době (2020) nejsou po stromu již žádné fyzické pozůstatky.

## Památné stromy v okolí
- Lípy ve Svaté Magdaléně
- Klen u Svaté Magdalény
- Alej Zlatá stezka